# Kgothatso Montjane
Kgothatso Montjane (* 7. Juni 1986 in Pietersburg) ist eine südafrikanische Rollstuhltennisspielerin.

## Karriere
Montjane kam mit Fehlbildungen an beiden Händen und Füßen zur Welt. Im Alter von zwölf Jahren wurde das linke Bein amputiert.
Für Südafrika trat sie seit 2008 zehn Mal beim World Team Cup an.
Sie nahm an bisher fünf Paralympischen Spielen teil. 2008 in Peking schied sie im Einzel bereits in der ersten Runde gegen die US-Amerikanerin Kaitlyn Verfuerth aus. 2012 in London scheiterte sie im Achtelfinale an der späteren Bronzemedaillengewinnerin Jiske Griffioen aus den Niederlanden. Bei den Paralympics 2016 in Rio de Janeiro erreichte sie erneut das Achtelfinale, dort unterlag sie der Chinesin Zhu Zhenzhen in drei Sätzen. 2020 in Tokio erreichte sie durch einen glatten Zweisatzsieg gegen die Japanerin Saki Takamuro das Achtelfinale, wo sie sich Wang Ziying aus China geschlagen geben musste. Im Doppel gelang ihr an der Seite ihrer Landsfrau Mariska Venter der Viertelfinaleinzug, die späteren Silbermedaillengewinnerinnen Lucy Shuker und Jordanne Whiley aus Großbritannien waren allerdings deutlich überlegen. Bei den Spielen in Paris 2024 gewannen die beiden Südafrikanerinnen ihre Erstrundenpartie gegen das französische Doppel Charlotte Fairbank und Emmanuelle Mörch im Match-Tie-Break, ehe sich Montjane aus persönlichen Gründen aus dem Wettbewerb zurückzog, noch bevor sie ihr Auftakteinzel bestreiten konnte.
Ihre größten Erfolge sind die Grand-Slam-Titel im Doppel bei den French Open 2023 und 2025, den US Open 2023 und den Wimbledon Championships 2024, jeweils an der Seite von Yui Kamiji.
Montjane ist siebenfache Gewinnerin des „South Africa’s disabled sportswoman of the year“-Awards.

“Montjane’s achievement is not just a sporting one, but goes a long way in showing South Africans
that persons with disabilities are able to participate in everyday life and are able to compete at the
highest level. Self-representation is an important milestone in the battle for disability rights.”

„Montjanes Leistung ist nicht nur sportlicher Natur, sondern trägt wesentlich dazu bei, den Südafrikanern zu zeigen, dass Menschen mit Behinderungen am Alltagsleben teilnehmen und im Wettbewerb auf höchstem Niveau bestehen können. Die Selbstvertretung ist ein wichtiger Meilenstein im Kampf um die Rechte von Menschen mit Behinderungen.“

## Leistungsbilanz bei den Grand-Slam-Turnieren

### Einzel
| Turnier         | 2013 | 2014 | 2015 | 2016 | 2017 | 2018 | 2019 | 2020 | 2021 | 2022 | 2023 | 2024 | 2025 | Karriere |
| --------------- | ---- | ---- | ---- | ---- | ---- | ---- | ---- | ---- | ---- | ---- | ---- | ---- | ---- | -------- |
| Australian Open | VF   | VF   | –    | VF   | –    | VF   | VF   | HF   | HF   | HF   | 1    | HF   | VF   | HF       |
| French Open     | HF   | VF   | –    | –    | –    | VF   | VF   | VF   | HF   | HF   | VF   | 1    | HF   | HF       |
| Wimbledon       |      |      |      | –    | –    | HF   | HF   |      | F    | VF   | VF   | VF   | HF   | F        |
| US Open         | VF   | VF   | –    |      | VF   | HF   | VF   | –    | VF   | VF   | VF   |      |      | HF       |

### Doppel
| Turnier         | 2013 | 2014 | 2015 | 2016 | 2017 | 2018 | 2019 | 2020 | 2021 | 2022 | 2023 | 2024 | 2025 | Karriere |
| --------------- | ---- | ---- | ---- | ---- | ---- | ---- | ---- | ---- | ---- | ---- | ---- | ---- | ---- | -------- |
| Australian Open | HF   | HF   | –    | HF   | –    | HF   | HF   | HF   | F    | HF   | HF   | F    | VF   | F        |
| French Open     | HF   | HF   | –    | –    | –    | HF   | HF   | HF   | HF   | F    | S    | F    | S    | S        |
| Wimbledon       | –    | –    | –    | –    | –    | HF   | HF   |      | F    | HF   | F    | S    | VF   | S        |
| US Open         | HF   | HF   | –    |      | HF   | HF   | F    | F    | HF   | F    | S    |      |      | S        |

Zeichenerklärung: S = Turniersieg; F, HF, VF, AF = Einzug ins Finale / Halbfinale / Viertelfinale / Achtelfinale; 1, 2, 3 = Ausscheiden in der 1. / 2. / 3. Hauptrunde; nicht ausgetragen